# Cuignières
Cuignières település Franciaországban, Oise megyében. Lakosainak száma 266 fő (2022. január 1.). Cuignières Lieuvillers, Avrechy, Erquinvillers, Lamécourt, Noroy, Rémécourt és Saint-Remy-en-l’Eau községekkel határos.

## Népesség
A település népességének változása:
| Lakosok száma | 240  | 251  | 253  | 248  | 246  | 252  | 251  | 259  | 266  |
|               | 2013 | 2015 | 2016 | 2017 | 2018 | 2019 | 2020 | 2021 | 2022 |